# Subfusil Błyskawica

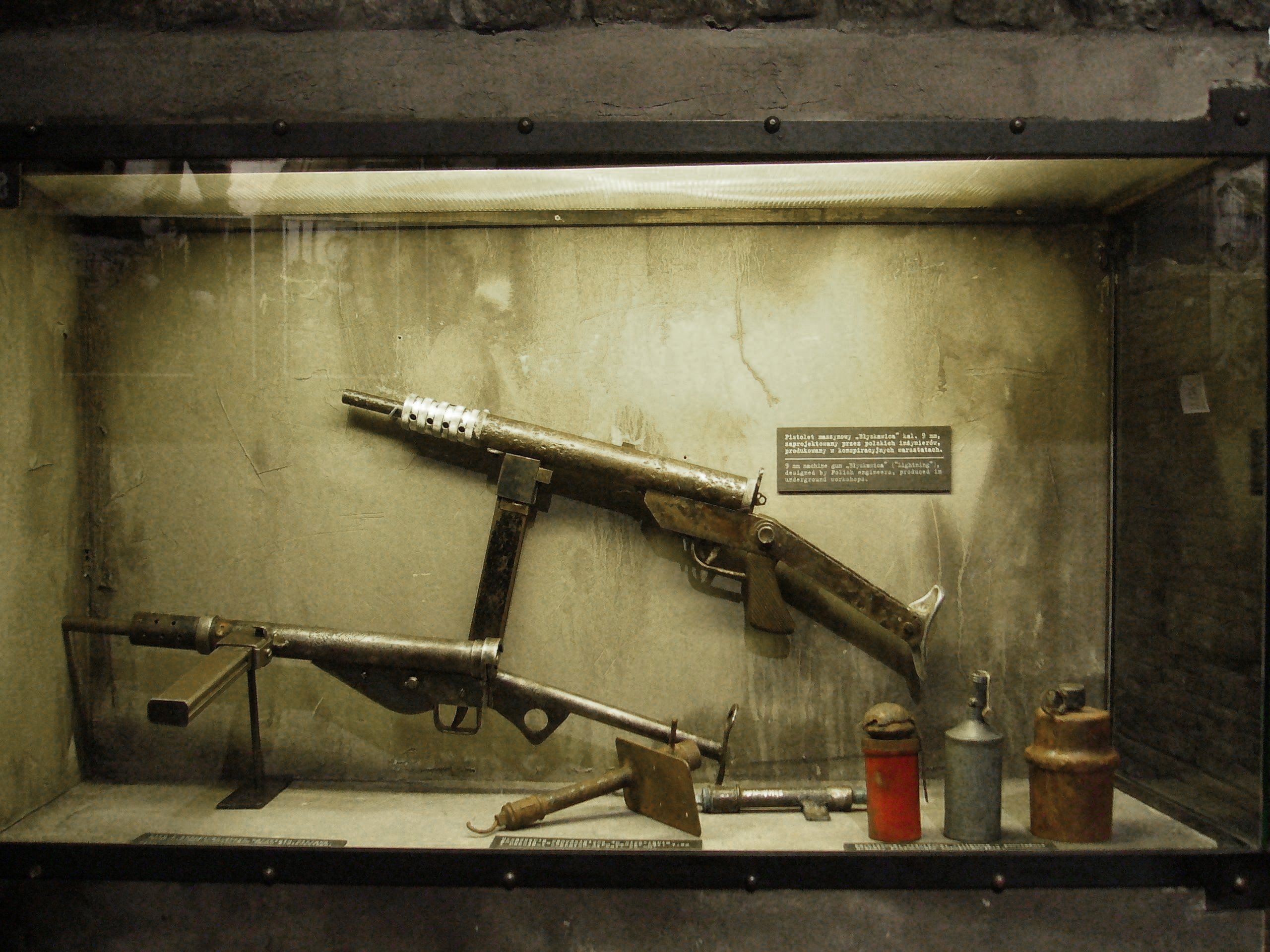
Armas de insurgentes polacos, incluyendo el subfusil Błyskawica.

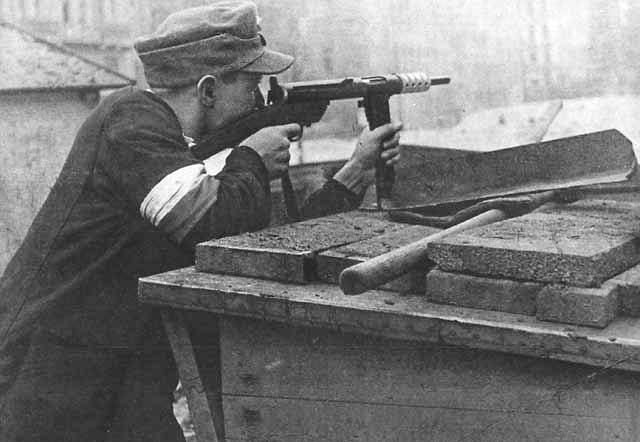
Un soldado Polaco usando el subfusil Blyskawica durante el Alzamiento de Varsovia

La Błyskawica (en polaco significa "rayo"), era un subfusil producido por el Armia Krajowa, un movimiento de resistencia polaco que luchaba contra los alemanes en la Polonia ocupada.

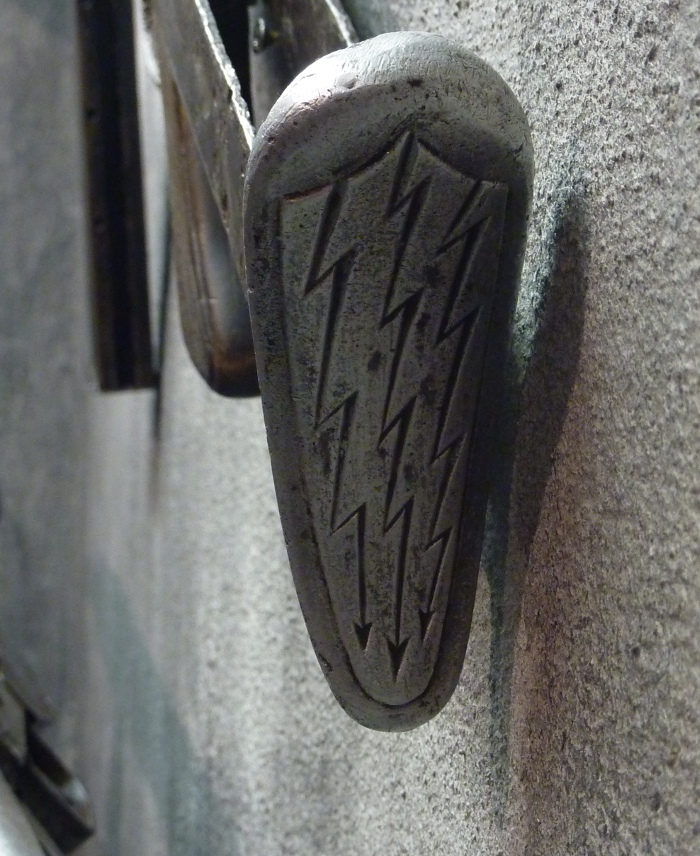
Reposabrazos del Błyskawica.

## Historia
En 1942, el ingeniero Wacław Zawrotny propuso al comando de Armia Krajowa que él y sus colegas prepararan un prototipo de subfusil barato y casero para la resistencia polaca. Su característica principal era su simplicidad, de modo que el arma podía ser fabricada incluso en pequeños talleres, y por ingenieros sin experiencia. La idea fue aceptada y Zawrotny, junto con su colega Seweryn Wielanier, preparó un proyecto de una subfusil, poco después lo llamó Błyskawica ("relámpago"). Para facilitar la producción, todas las partes del arma se unieron con tornillos y roscas en lugar de pernos y soldaduras, que se usaban comúnmente en la producción de armas de fuego desde el siglo XVII.
El diseño se basó en dos de los subfusiles más populares de la época. La construcción externa con una culata retráctil y un cargador montados debajo del arma fue tomada de la exitosa MP 40 alemana. El diseño interno del mecanismo se inspiró en la Sten británica. A diferencia de la Sten, y de su clon polaco llamado Polski Sten, empleaba un percutor que flotaba libremente y dos resortes detrás del cerrojo: uno servía como resorte de retorno y el otro como resorte amortiguador (similar al posterior subfusil Sterling). El arma fue diseñada de esta manera para que los miembros del ejército de la resistencia pudieran usar cualquier stock capturado de cartuchos de munición MP40 alemanes.
Los planos del arma estaban listos en abril de 1943 y en septiembre un prototipo estaba listo. Después de extensas pruebas en los bosques a las afueras de Zielonka, cerca de Varsovia, el arma fue presentada al comandante del Kedyw, August Emil Fieldorf, quien encontró el diseño aceptable. En noviembre, los planos se enviaron a varios talleres repartidos por toda la Polonia ocupada y se inició una producción en serie. El nombre Błyskawica fue acuñado después de que tres rayos fueran tallados en el prototipo por sus diseñadores, trabajadores de antes de la guerra de la empresa Elektrit que usaban un logo similar.
La producción comenzó en un taller que producía redes metálicas para cercas en Varsovia. Después de las pruebas de una serie prototipo de cinco pistolas, el KeDyw ordenó 1000 y luego 300 adicionales. Hasta julio de 1944 y el inicio de la Operación Tempestad se construyeron aproximadamente 600 subfusiles Błyskawica en Varsovia. Durante el Levantamiento de Varsovia se construyeron 40 más. También es posible que el Błyskawica también se produjera en pequeñas cantidades fuera de Varsovia.
En muchos estudios, esta arma se define o describe incorrectamente como el subfusil alemán Volkssturm MP 3008 en una variante de la producción Blohm und Voss o como una imitación alemana del Sten.